# Arlett Fernández
Susana Arlett Fernández del Puerto (Montevideo, 6 de enero de 1962), reconocida cantante e intérprete uruguaya, con destacada trayectoria artística en Uruguay y Argentina.

## Biografía
Nace en el Barrio Ituzaingó de la ciudad de Montevideo. Inicia su carrera artística en el año 1993 y en 1994 se integra al Trío de Walter Volonté, haciendo "Tanguería del 40". 
Arlett Fernández ha compartido escenarios con: Yamandú Palacios, Edison Bordón, Julio Cobelli, Domingo Cura, Jorge Sobral, Zamba Quipildor, Revista Negra, Pablo Estramin, Héctor Numa Moraes, Edgardo Muscarelli, Eduardo Gilardoni, Graciela Lassner, Gladis Castellassi, Cecilia Latorre, Larbanois & Carrero, Javier Fernández, Carlos Benavides, Washington Benavides, Cuarteto Zitarrosa, Carlos Marques, Horacio Pérez, Los del Norte, Estela Magnone. Fabián Marquisio, Mario Ipuche,  Alfredo Bogarín, Los Nocheros, Guillermo Fernández, Miguel Angel Trelles, Susana RInaldi, Teresa Parodi, Omar Giammarco, Malena Muyala, Quinteto La Mufa, Carlos Corrales Trío, Pablo Milanés, Ignacio Copani, Comparsa Mi Morena, Ana Prada, Carlos Alberto Rodríguez, Yabor, Milongas extremas, Urbano Moraes, Hugo Trova, Los Chalchaleros, entre otros. 

## Teatro Solís
El 2 de julio de 1996, Arlett tiene la oportunidad de debutar en el Teatro de mayor prestigio e historia del Uruguay, invitada por el cantautor Yamandú Palacios, en el espectáculo "Entre Tangos y Milongas", acompañada por Julio Cobelli en guitarra y Edison Bordón en bandoneón. 
"Para llegar a cantar tangos, antes recorrió el camino del bolero y del folklore. Arlette Fernández con su menuda y simpática figura ha visto aumentar el entusiasmo del público y ha sentido con mayor fuerza los aplausos, desde que inició su ciclo de cantante en las noches tangueras del Café Sorocabana" (Ruben Borrazás - ÚLTIMAS NOTICIAS 1996-06-20).

## Premios en Cosquín
En el año 1998 viaja a Villa Paranacito (Provincia de Entre Ríos) a colaborar en un proyecto musical en la Escuela Municipal del lugar. 
Un año después, en 1999, participa en las etapas de clasificación del Pre-Cosquín (sub-sede Entre Ríos), representando a Villa Paranacito, ganando todas las etapas en los géneros Tango y Folklore.
Este galardón la lleva a concursar en el Festival de Cosquín 2000 en el rubro vocalista femenina de Tango, siendo ganadora del "Premio Revelación", por unanimidad del Jurado, en el género Tango.
- 1er. premio como MEJOR CANTANTE DE TANGO
- 1er. premio como "REVELACIÓN"  [7]

El premio Revelación fue entregado por Ariel Ramírez, representando a SADAIC; premio además, otorgado por primera vez en el género Tango.

## Estadía en Buenos Aires y Luján
Del 2004 al 2009, se radica en Buenos Aires y en Lujan e integra la grilla de artistas de varios centros de Tango y Música Popular: "La Rocca Peatonal", "Chiquilín Tango" "Pigmalión Casa de Tango" Café "Homero", Bar Cultural "La Trova", entre muchos. 

### La Rocca Peatonal
"Noche Uruguaya", Municipalidad de Campana (Provincia de BsAs), 2004. La Secretaria de Cultura y Educación de la Municipalidad de Campana, organizó un encuentro muy especial con la música del Río de La Plata: Héctor Numa Moraes y Arlett Fernández:
"Cerró el espectáculo del domingo Arlett Fernández, quien con un repertorio de tango, folklore y melódico encanto con la magia que desplegó con su voz, se llevó los aplausos de un público que maravillado por la presencia de Arlet, la despidió con un gran reconocimiento al cabo de su show. La artista uruguaya se presentó acompañada por Alfredo Bogarín, en guitarra y Juan Carlos Fernández, en percusión. Enamoró al público, que aún no la conocía, desde la primera canción. La fuerza que surgía de excelente voz comulgó con el público a través de la pequeña brisa de calor que soplaba desde el escenario. Se dio el lujo de cantar "Cambalache" con arreglos de blues, una manera que solo pueden hacerlo los que saben. Se despidió de los campanenses de una manera atenta. El último tema: "Honrar la vida", a capella; hermoso." 

### Chiquilín Tango
En ocasión de sus shows en "Chiquilín Tango", en la calle Montevideo 310-Paseo de la Plaza, "LaREd21" titulaba un artículo con fecha 23 de julio de 2005: " Una uruguaya al otro lado del río":
"Y en ese boliche que respira «porteñidad» se reúnen  tal cual lo promocionan en sus folletos- las almas tangueras que se concentran en sus pequeños olimpos ciudadanos», pero también es figura central una mujer que canta tangos como los dioses, siempre y cuando los dioses fuesen capaces de hacerlo. Se llama Arlett Fernández, y es uruguaya.
Su presencia en la noche porteña es hoy por hoy uno de los puntos más destacados del mundo tanguero en la vecina orilla, y tanto la crítica especializada, como los amantes incondicionales o circunstanciales del ritmo canyengue ciudadano, y los empresarios del medio, la destacan como una de las voces más representativas del tango rioplatense". 

### Pigmalión Casa de Tango
Todos los viernes de noviembre y diciembre de 2006, acompañada por el Carlos Corrales Trío, despliega los "«yeites» de quien ha mamado el tango desde adentro", según Ricardo Salton, columnista de Ámbito:
"El mérito principal de esta cantante es conocer profundamente lo que hace. Formada en las cantinas tangueras antes que en los conservatorios, con un disco editado y otro por venir, Fernández despliega todos los «yeites» de quien ha mamado el tango desde adentro. Su trabajo se sostiene en los clásicos de los '40 y '50, como «Nada», «Sin palabras», «Los mareados», «Uno», «Ventarrón» o «La última curda»; pero también se atreve -y sale muy airosa- con una versión de «Balada para un loco».
Por su manera de cantar pasan los recuerdos del Polaco Goyeneche, Luis Cardei, Mercedes Simone, pero también el tango popular que aquí fuera reflejado por aquel programa de televisión llamado «Grandes valores del tango». Es que su expresividad está más en el decir -con una voz grave y llamativamente potente que no teme a la desafinación- que en el canto abierto, en la llegada directa al público que en la seducción intelectual". 

## Eva Duarte, el musical
En julio 2007 participa de la obra "Eva Duarte, el musical" de autoría de Marcelo Remón y la música original de Gustavo Cirigliano, estrenado en el Teatro Municipal Trinidad Guevara, de Luján. En abril de 2008 se repite en el Teatro Bauen el Descubridor  
"El 18 de octubre del año pasado se estrenó en Luján "Eva Duarte, el musical" , escrito por Marcelo Remón, con música de Gustavo Cirigliano. Esa misma obra subirá a escena en abril, pero en Buenos Aires, concretamente en el revivido escenario del Bauen. Lidia Barroso tiene el rol protagónico, mientras que para componer a Perón el director convocó al cantante melódico Guillermo Guido, que hacía tiempo estaba alejado de los escenarios. El resto del elenco está integrado por 17 actores-cantantes. Sus hacedores contaron que este musical recorre once tramos de la vida de Evita y propone dos miradas antagónicas para que el espectador saque sus conclusiones". 

## El adiós a Luján
Su intensa etapa artística en esta ciudad Argentina, distante 68 Km de la capital, llega a su fin. Luego de cinco años decide volver a su Uruguay natal, del que se había apartado allá por 1998 en ocasión de su viaje a Paranacito y sus éxitos en Cosquín. Decide entonces despedirse de esa ciudad que quiso tanto, de la mejor manera que un artista lo puede hacer. El Teatro Municipal fue el escenario elegido y la fecha el viernes 7 de agosto de 2009. La acompañaron en la primera parte del Show: Héctor "Gurú" Díaz (guitarra), Manuel Daverio (flauta traversa), Miguel Poli (Chelo), Pablo Rizzi (bajo), Valentín Díaz (batería). Posteriormente Alfredo Bogarín (guitarra), Marcos Martínez (percusión).  
"Una tras otra, una veintena de temas ganaron los aplausos de la platea que se dio cita para retribuir tanto canto, Tango y amor a la música. (Ricardo Castiñeira, EL CIVISMO, 2009-08-12).
"Un hasta pronto. Y salió nomás al escenario y el público la acompañó con aplausos y vivas, y se ganó la noche con tanto arte,  con esa voz maravillosa, y nos quedamos deseando que no pase mucho tiempo para que vuelva, a ésta su casa, su Luján". (Patricia Rodríguez - Carlos Guzmán, PRESENTE, 2009-08-14).

## Autores en vivo
En 2013 es invitada por Estela Magnone a participar en el ciclo "Autores en Vivo" organizado por AGADU (Asociación General de Autores del Uruguay). Arlett interpretó "Novio de la soledad", un poema de María Eugenia Vaz Ferreira musicalizado por Estela Magnone, "Naranja de luz" (Mauricio Rosencof - Estela Magnone) y "Todo en tu vientre" (Estela Magnone). Estos dos últimos temas con la participación de Malena Muyala. La banda soporte estaba integrada por: Estela Magnone (teclados, coros), Fabián Marquisio (guitarra, coros), Gonzalo Franco (guitarra), Pablo Moyi Figueira (bajo) y Mauro Clavijo (percusión).
| Foto: Mariana Cecilio Magariños |  |
| ------------------------------- |  |

## Concierto Homenaje
El miércoles 25 de marzo de 2015 tuvo lugar, en la Sala Zitarrosa, un emotivo tributo a la Artista, en el que participaron numerosos y queridos colegas de Arlett demostrando su admiración y cariño:  Estela Magnone, Fernando Cabrera, Martín Ibarburu, Mauricio Ubal, Rubén Olivera, Fabián Marquisio, Malena Muyala, Olga Delgrossi, Pablo Moyi Figueira y Luis Esquibel. Este concierto marcaría también su alejamiento de los escenarios.
"El encuentro del miércoles 25 de marzo en la Sala Zitarrosa tuvo como motivo el tributo a la artista Arlett Fernández.  Lo recaudado en el concierto será en su beneficio,  ya que está viviendo una situación económica precaria, siendo además portadora de Parkinson, lo que afectó su lado izquierdo, asociándose a otras patologías. Pero más allá de este hecho benéfico, el recital estuvo enfocado a homenajearla,  y también a reclamar por los derechos de todos los artistas.
Más allá de su enfermedad, Arlett Fernández es una mujer con mucha fuerza de voluntad, demostrándolo en su show y su canto de esa noche, dejando todo de sí en el escenario. En un show muy emotivo, como se preveía, pero también con su cuota de humor, para ponerle buena cara a los problemas y así alejarlos por unos momentos donde la música reina y cura.
En el final, una muy buena concurrencia de público, la aplaudió de pie, dando un broche de oro a una jornada que más que nunca lo merecía, tanto por artistas participantes, pero más que nada como por el motivo del encuentro. (Ivonne Morales, COOLTIVARTE - 2015-03-27). 

## Arlett le canta a Amalia
En el 2019 Arlett graba uno de los discos más importantes de su carrera. Se trata de "Amalia", un CD con 9 músicas que integraban el repertorio de la cantante uruguaya Amalia de la Vega. En el año del centenario de su nacimiento (1919), se realizaron una serie de homenajes, siendo este disco grabado por Arlett, uno de los más sentidos.El cantautor uruguayo Fabián Marquisio fue el promotor de esta idea, que junto a otra gran cantautora uruguaya, Estela Magnone, llevaron a cabo esta tarea.
En el disco participaron: Fabián Marquisio (guitarras, cuatro, charangos, teclados, percusiones, legüero, tres, programaciones, coros), Estela Magnone (piano y arreglo en 2), Bettina Lain (flauta traversa en 4), Eric Wangensteen (trompeta en 3, fiscorno en 1), Moyi Figueira (bajo en 7), Julio Cobelli (guitarra y arreglo en 9). Grabado y mezclado en "Canaima Estudio" por Fabián Marquisio; Masterizado por Daniel Báez en "DBEstudio"; el diseño gráfico fue de Agustín Larrosa y la fotografía de Mariana Cecilio. 

## Discografía

### Como Solista
- 2003 - "Arlett Tango" - Arlett Fernández (Angel’s SRL) [33]
- 2013 - "Proyecto Patria Grande" - Arlett Fernández (producción independiente)[34]
- 2015 - "Esta voz" - Arlett Fernández (La Canción nuestra - AGADU 6168-2).[35]
- 2019 - "Amalia" - Arlett Fernández (Bizarro Records 7547-2).[36] Nominado para los Premios Graffiti. [37][38][39][40]

### Participaciones
- 1997 - "Así canta América" - Varios Artistas (REMIX - RX 1447-2) [41]
- 1999 - "Desde Uruguay 1999" - Varios Artistas (REMIX - RX 2008 2) [42]
- 2002 - "Saludan Atentamente" - Varios Artistas (FONAM 2-2012-304) [43]
- 2007 - "Las Canciones de Los Olimareños" - Varios Artistas (MMG - 3913-2) [44]
- 2000 - "Alfredo Zitarrosa" - Varios Artistas (OBLIGADO) [45]
- 2000 - "Alfredo Zitarrosa y Sus Canciones" - Varios Artistas (OBLIGADO 2498-2) [46]
- 2001 - "Antología Del Folklore" - Varios Artistas (OBLIGADO - RL-2605-2) [47]
- 2009 - "Música de mar y desquicio" - Fabián Marquisio (MT Producciones) [48]

- 2015 - "Canciones Paisanas Vol II" - Varios Artistas (AGADU 5629-2) [49]
- 2015 - "Voces femeninas del Candombe" - Varios Artistas (Fondo de Patrimonio Cultural Inmaterial de UNESCO) [50][51]
- 2016 - "Las Canciones para Alfredo – 80 Años" - Artistas Varios (MMG) [52]